# تامدة (آيت سعدلي لوطا)
تامدة هو دُوَّار يقع بجماعة أبادو، إقليم الحوز، جهة مراكش آسفي في المملكة المغربية. ينتمي الدوّار لمشيخة آيت سعدلي لوطا التي تضم 21 دوار. يقدر عدد سكانه بـ 549 نسمة حسب الإحصاء الرسمي للسكان والسكنى لسنة 2004.

## روابط خارجية
- البوابة الوطنية للجماعات الترابية نسخة محفوظة 12 مارس 2018 على موقع واي باك مشين.
- المندوبية السامية للتخطيط